# 비주얼 스튜디오
마이크로소프트 비주얼 스튜디오(Microsoft Visual Studio)는 마이크로소프트 윈도우, macOS에서 작동하며 다양한 언어로 프로그래밍할 수 있는 마이크로소프트의 통합 개발 환경이다. 프로그램, 웹 사이트, 웹 프로그램 등을 개발할 수 있다. 마이크로소프트에서는 비주얼 베이직, 비주얼 C#, 비주얼 J# 등 특정한 언어로만 프로그래밍할 수 있는 언어별 버전도 제공하고 있다.

## 구성 요소
- 비주얼 베이직 닷넷
- 비주얼 C++
- 비주얼 C#
- 비주얼 F#
- 비주얼 J# - 2005까지 존재.

과거 버전(97, 6.0)은 다음을 포함하기도 했다.
- 비주얼 인터데브(영어판), 웹 개발 프로그램. 6.0까지.
- 비주얼 베이직, 6.0까지.
- 비주얼 J++, 자바 VM을 사용하는 자바 개발 도구. 6.0까지.
- 비주얼 폭스프로, xBase(영어판) 계열 프로그래밍 언어. 현재는 비주얼 스튜디오에서 분리되었다. 6.0까지 출시.

## 에디션
1. 익스프레스 에디션 (Express Edition) - 2017까지 출시됨. 무료 다운로드 가능. 비등록 30일간 사용가능, 등록시 계속 사용 가능.
2. 스탠다드 에디션 (Standard Edition) - 2008까지.
3. 프로페셔널 에디션 (Professional Edition) - DreamSpark에서 학생 인증시 무료 다운로드 가능. 평가판은 90일간 사용 가능. 2022까지 출시됨.
4. 팀 시스템 (Team System) - 2008까지 출시됨. 90일간 평가판 사용 가능.
5. 엔터프라이즈 에디션 (Enterprise Edition) - 닷넷 2003까지.
6. 러닝 에디션 (Learning Edition) - 6.0까지. 후의 익스프레스 에디션.
7. 아카데믹 에디션 (Academic Edition) - 닷넷 2003까지.
8. 프리미엄 에디션 (Premium Edition) - 2010이 최초로 출시됨.
9. 얼티밋 에디션 (Ultimate Edition) - 2010이 최초로 출시됨.
10. 테스트 프로페셔널 에디션 (Test Professional Edition) - 2010이 최초로 출시됨.
11. 커뮤니티 에디션(Community Edition) - 2013이 최초로 출시됨. 무료 다운로드 가능. 비상업 목적 시 무료, 상업 목적 시 조건별 5 라이선스까지 사용 가능. 2022까지 출시
12. 코드 (Code) - 2019버전 상태. 비주얼 스튜디오 최초로, 윈도우 외에도 OS X, 리눅스를 지원한다.

## 역사
첫 버전은 비주얼 스튜디오 97이다. 그 이전에는 비주얼 베이직, 비주얼 C++, 비주얼 폭스프로, 비주얼 소스세이프가 별도의 제품으로 있었다.
| 제품명                      | 코드명        | 버전 번호 | cl.exe 버전 | 지원 닷넷 프레임워크 버전 | 출시일           |
| --------------------------- | ------------- | --------- | ----------- | ------------------------- | ---------------- |
| 비주얼 스튜디오 97          | Boston        | 5.0       | 빈칸        | 빈칸                      | 1997년 2월       |
| 비주얼 스튜디오 6.0         | Aspen         | 6.0       | 12.00       | 빈칸                      | 1998년 6월       |
| 비주얼 스튜디오 .NET (2002) | Rainier       | 7.0       | 13.00       | 1.0                       | 2002년 2월 13일  |
| 비주얼 스튜디오 .NET 2003   | Everett       | 7.1       | 13.10       | 1.1                       | 2003년 4월 24일  |
| 비주얼 스튜디오 2005        | Whidbey       | 8.0       | 14.00       | 2.0, 3.0                  | 2005년 11월 7일  |
| 비주얼 스튜디오 2008        | Orcas         | 9.0       | 15.00       | 2.0, 3.0, 3.5             | 2007년 11월 19일 |
| 비주얼 스튜디오 2010        | Dev10/Rosario | 10.0      | 16.00       | 2.0 – 4.0                 | 2010년 4월 12일  |
| 비주얼 스튜디오 2012        | Dev11         | 11.0      | 17.00       | 2.0 – 4.5.2               | 2012년 9월 12일  |
| 비주얼 스튜디오 2013        | Dev12         | 12.0      | 18.00       | 2.0 – 4.5.2               | 2013년 10월 17일 |
| 비주얼 스튜디오 2015        | Dev14         | 14.0      | 19.00       | 2.0 – 4.6                 | 2015년 7월 20일  |
| 비주얼 스튜디오 2017        | Dev15         | 15.0      | 19.10       | 2.0 – 4.7; 코어 1.0       | 2017년 3월 7일   |
| 비주얼 스튜디오 2019        | Dev16         | 16.0      | 빈칸        | 3.5 – 4.8                 | 빈칸             |
| 비주얼 스튜디오 2022        | Dev17         | 17.0      | 빈칸        | 6.0                       | 빈칸             |

### 비주얼 스튜디오 97
1997년 2월에 출시된 마이크로소프트의 첫 비주얼 스튜디오이다. 프로페셔널, 엔터프라이즈 에디션이 존재했으며 비주얼 베이직 5.0, 비주얼 C++ 5.0, 비주얼 J++ 1.1, 비주얼 폭스프로 5.0이 있었다. 비주얼 인터데브와 마이크로소프트 개발자 네트워크의 일부분이 들어 있었다. 마이크로소프트의 첫 통합 개발 환경이다.

### 비주얼 스튜디오 6.0
다음 버전 6.0은 1998년 6월에 출시되었다. 모든 구성 요소는 버전 6.0을 달고 나왔다. 마이크로소프트가 닷넷 프레임워크에 신경을 쓰는 4년간 핵심 개발자 도구였다.
비주얼 스튜디오 6.0의 비주얼 베이직 6.0이 대부분의 비주얼 베이직 프로그래머가 알고 있는 것이다. 비주얼 베이직 닷넷은 이전 버전의 비주얼 베이직과는 달랐다. 또한 비주얼 J++를 포함하는 마지막 버전이 되었다. 비주얼 J++의 마이크로소프트 자바 확장 때문에 선과 마이크로소프트 사이에 분쟁이 있었으며, 자바 VM 기반의 개발 환경을 더 이상 출시하지 못하게 되었다.
역시 비주얼 베이직과 비주얼 폭스프로는 독립된 도구로 남아 있었고, 비주얼 J++과 비주얼 인터데브도 더 이상 통합된 개발 환경을 이루지 못하게 되었다.
비주얼 베이직은 버전 6.0과 버전 7.0 사이의 차이가 매우 크기 때문에 완전히 다른 프로그래밍 언어로 보는 견해가 강하다. 실제 명칭에서도 비주얼 베이직이라는 정식 명칭은 6.0 및 그 이전 버전에 대해서 사용할 수 있으며 7.0 이후부터는 비주얼 베이직 닷넷 이라고 부르게 되었다.
비주얼 폭스프로는 한 차례 닷넷 프레임워크 기반의 개발 도구로 독립 발매된 적이 있으며 최근에는 CodePlex를 통하여 오픈 소스 제품으로 론칭할 예정이다.
비주얼 J++는 더 이상 새 버전이 나오지 않고 있으며 대신 비주얼 J#이 새롭게 소개되었다. 하지만 비주얼 J#에 대한 비판의 목소리가 매우 높으며 실제 프로젝트에서 채택되어 이용되는 사례는 거의 없는 것으로 보인다.
비주얼 인터데브 역시 더 이상 새 버전은 나오지 않고 있다. 하지만 비주얼 스튜디오 닷넷 2002 이후부터 지원되는 ASP 닷넷 기반의 통합 웹 개발 환경을 통하여 비주얼 인터데브의 기존 기능과 함께 업그레이드된 기능을 사용할 수 있게 되었다.

### 비주얼 스튜디오 닷넷 2002
2002년 2월 마이크로소프트는 3년 8개월간의 침묵을 깨고 비주얼 스튜디오 닷넷의 베타를 내놓았다. 가장 큰 변화는 관리되는 코드를 사용하는 것이다. 자바 바이트코드처럼 닷넷 프레임워크의 관리되는 코드는 기계어로 컴파일되지 않는다. MSIL이라는 간접 언어로 컴파일된 다음 실행 시간에 플랫폼에 맞게 컴파일되는 것이다. 모노나 DotGNU 같은 도구로 MSIL 언어의 프로그램을 실행시킬 수도 있다.
또한 C#라는 새로운 언어를 소개하였으며, 비주얼 J++의 후속작 비주얼 J#을 소개하였다. 비주얼 J#은 자바 문법을 사용하지만 닷넷 프레임워크 용으로 컴파일된다. 비주얼 베이직은 비주얼 베이직 닷넷으로 바뀌었고, 기존의 비주얼 베이직의 문법적인 사양을 닷넷에 맞게 개선한 점 이외에는 완전히 다른 프로그래밍 언어와 개발 환경으로 자리잡았다. C++ 관리되는 확장이라는 새로운 도구를 통해서 C++ 언어로 닷넷 프로그램을 짤 수 있게 되었다.
비주얼 스튜디오 닷넷 환경은 비주얼 폭스프로를 제외한 모든 언어를 통합한다. 인터페이스가 더 단정해졌으며, 사용자 정의할 수 있는 부분도 많아졌다. 한편 비주얼 폭스프로는 이 버전부터 따로 판매되었다. 내부 버전은 7.0이다. 비주얼 스튜디오 닷넷 2002의 경우 무료로 60일 평가판을 사용할 수 있다.

### 비주얼 스튜디오 닷넷 2003
2003년 4월 출시된 비주얼 스튜디오 닷넷 2003은 마이너 업그레이드이다. 내부 버전은 7.1이며, 닷넷 프레임워크가 업그레이드되었고 모바일 장치를 위한 프로그래밍이 가능해졌다. C++ 컴파일러가 더욱 더 표준을 준수하게 되었고, 무료 버전도 사용할 수 있게 되었다. 이 무료 버전은 후에 익스프레스 에디션이 된다.
비주얼 스튜디오 2003의 네 가지 에디션은 아카데믹, 프로페셔널, 엔터프라이즈 디벨로퍼, 엔터프라이즈 아키텍트가 있다. 비지오의 모델링 기술 (UML 관련) 부분에서 차이가 있다. 또한 엔터프라이즈 템플릿이란 기능으로 거대한 개발 팀의 코딩 스타일이나 정책을 쉽게 조정할 수 있게 되었다.
2006년 9월 13일에 서비스 팩 1이 발표되었다.

### 비주얼 스튜디오 2005
2005년 11월 17일 비주얼 스튜디오 2005가 출시되었으며, 이 버전부터 닷넷이라는 꼬리표를 뗐지만 업그레이드된 닷넷 프레임워크를 사용한다. 현재 윈도우 비스타를 위한 특별 업데이트와 함께 공식적으로 비주얼 스튜디오 2005 서비스 팩 1을 사용할 수 있다.
제네릭 프로그래밍 기능이 C#, Visual Basic .NET, Visual C++ CLR, Visual J#에 추가되었다. 더불어 C++ 관리되는 확장도 기능성과 성능이 업그레이드 되었다.
비주얼 스튜디오 2005는 64비트 지원도 하게 되었다. 비주얼 C++ 2005는 AMD64용 바이너리를 컴파일할 수 있게 되었다. 이전 버전의 비주얼 스튜디오는 64비트를 지원하지 않았다. 플랫폼 SDK에만 64비트 컴파일러 및 라이브러리가 있었으며 비주얼 C++ 닷넷 2003의 경우는 마이크로소프트에 전자 우편을 보내야 했다.
비주얼 스튜디오 2005의 에디션은 익스프레스, 스탠더드, 프로페셔널, 툴즈 포 오피스, 팀 시스템으로 나뉜다. 버전의 비교는 다음 웹사이트에 있다.() 또한 팀 시스템은 MSDN 가입 여부에 따라서 4개의 버전으로 나뉜다.
익스프레스 에디션은 개인 및 교육 목적으로 사용하는 데 제한이 없으며, 인터넷을 통하여 무료로 다운로드할 수 있다. 각각의 언어별로 익스프레스 에디션이 있으며 웹 전문 개발 도구인 웹 디벨로퍼 익스프레스, SQL 서버 2005 익스프레스 에디션, MSDN 라이브러리 익스프레스 에디션을 다운로드할 수 있다. 최근에는 윈도우 및 XBOX 360을 위한 게임 전문 개발 도구인 XNA 게임 스튜디오 익스프레스와 하드웨어 제어를 위한 로보틱스 스튜디오 익스프레스 에디션도 함께 배포하고 있다. 전체 비주얼 스튜디오에서 누릴 수 있는 이점의 상당수가 누락되어 있지만 익스프레스 에디션 고유의 특혜가 있다. 익스프레스 에디션 개발 도구는 설치 후 30일 이내에 개인 사용자 등록을 통하여 받을 수 있는 제품 키를 프로그램에 지정하여 인증하여야 한다.
익스프레스 에디션의 등장으로 기존과 같은 개별 언어에 대한 제품의 분리 판매는 더 이상 시행하지 않게 되었다. 비주얼 스튜디오 2005는 Professional은 90일, Team Suite는 180일간 평가할 수 있다.
내부 버전은 8.0이다.

### 비주얼 스튜디오 2008
비주얼 스튜디오 2005의 차기 버전이다. 2007년 11월 19일에 공식 발표하였으며, 2008년 2월 27일에 출시되었다. 윈도우 비스타, 닷넷 프레임워크 3.5 대응 및 LINQ, C# 3.0, 비주얼 베이직 9.0 등의 기능이 포함되었다. 웹 개발 환경에서는 프로젝트 내에 포함된 소스 코드에 대해서도 인텔리센스 기능을 지원하게 되었다. 비주얼 스튜디오 2005 때와 마찬가지로 익스프레스 에디션을 제공하고 있다. 비주얼 스튜디오 2005에서 제공되었던 Visual J# 개발 환경은 익스프레스 에디션을 포함하여 이 버전에서는 제공되지 않고 있다.
내부 버전은 9.0이다.

#### 제품 목록
- 스탠다드
- 프로페셔널
- 프로페셔널 + 익스프레션 스튜디오 3
- 팀 시스템 파운데이션 서버
- 팀 시스템 데이터베이스 에디션 (개발자 에디션 포함)
- 팀 시스템 개발자 에디션 (데이터베이스 에디션 포함)
- 팀 시스템 아키텍처 에디션
- 팀 시스템 테스터 에디션
- 팀 시스템 팀 사이트

### 비주얼 스튜디오 2010
비주얼 스튜디오 2008의 차기 버전이다. 윈도우 7, 윈도우 서버 2008 R2 운영 체제를 위한 기술을 제공하며, 닷넷 프레임워크 4.0 대응 및 C# 4.0, 비주얼 베이직 10.0 등의 기능이 새로 포함되어 2010년 4월 12일에 출시하였다. 또한 새 버전의 Visual C++ 컴파일러에서는 최근 활발한 논의 및 개정이 진행 중인 C++0x 사양을 지원한다. 내부 버전은 10.0이다. RC(Release Cantidate)를 거쳐 베타 버전을 지나 새로운 제품이 나오고 Express 버전이 나왔다.

### 비주얼 스튜디오 2012

비주얼 스튜디오 2012 로고

비주얼 스튜디오 2012는 2012년 8월 2일 출시되었다.
제품 목록
- Visual Sudio 2012 Professional
- Visual Studio Professional with MSDN Subscription
- Visual Studio Test Professional with MSDN Subscription
- Visual Studio Premium with MSDN Subscription
- Visual Studio Ultimate with MSDN Subscription

### 비주얼 스튜디오 2013
비주얼 스튜디오 2013 최종판은 닷넷 4.5.1과 더불어 2013년 10월 17일부터 다운로드가 가능하다.
비주얼 스튜디오의 미리보기판은 빌드 2013 콘퍼런스에서 발표되어 2013년 7월 26일부터 사용이 가능했다. 비주얼 스튜디오 2013 RC는 2013년 9월 9일 MSDN을 통해 개발자들에게 제공되었다.
비주얼 스튜디오 2013 업데이트 1 (2013.1)이 2014년 1월 20일 공개되었다. 이 버전은 고객의 일부 주요의 -

### 비주얼 스튜디오 2015
비주얼 스튜디오 2013의 차기 버전이다. 윈도우 10 운영 체제를 위한 기술을 제공하며, 닷넷 프레임워크 4.6에 대응한다. 또한 새 버전의 Visual C++ 컴파일러에서는 최근 활발한 논의 및 개정이 진행 중인 C++14/17 사양을 일부 지원한다.

### 비주얼 스튜디오 2017
비주얼 스튜디오 2015의 차기 버전이다. 버전은 15.0으로, 2016년 11월 16일 RC(Release Candidate)버전이 공개되었다. 이 버전에서는 그간 속도 문제가 제기되었던 인스톨러가 교체되었고, 리눅스로의 원격 C++ 빌드 지원, 개발자 도우미에 C++ 언어 추가 등의 기능을 지원한다.
2017년 3월 7일, 비주얼 스튜디오 2017이 최종 이름으로 공식 발표되었다.

### 비주얼 스튜디오 2019
비주얼 스튜디오 2017의 차기 버전이다. 버전은 16.0으로, 2018년 6월 6일 마이크로소프트에서 발표했다. 이후 2019년 2월 27일 RC 버전이 공개되었고, 2019년 4월 2일 정식 버전이 출시되었다.

### 비주얼 스튜디오 2022
비주얼 스튜디오 2019의 차기작인 비주얼 스튜디오 2022는 매우 큰 것부터 바뀌었다. C++ 버전이 올라갔으며 현재는 프리뷰 상태인데 배경색이 검은색에서 하얀색으로 바뀌었다. 프리뷰 2에서 코드 화면이 돌아왔다. 64비트만 지원하는 최초의 비주얼 스튜디오 버전이다.

### 비주얼 스튜디오 익스프레스
옛 비주얼 스튜디오 닷넷 2003의 무료 버전과 같은 의미이다. 현재 2010 / 2012 / 2013 / 2015 / 2017을 다운로드할 수 있다.
2019부터 비주얼 스튜디오 커뮤니티로 대체되었다.

## 관련 제품군

### 팀 서비스
비주얼 스튜디오 팀 서비스(vsts)는 소스 코드 관리(팀 파운데이션 버전 제어 또는 깃), 보고, 요구 사항 관리, 프로젝트 관리 (애자일 소프트웨어 개발), 테스트 및 출시 관리 기능을 제공하는 마이크로소프트의 제품이다. Vsts는 수많은 통합 개발 환경의 백엔드로 쓸 수 있으나 마이크로소프트 비주얼 스튜디오의 백엔드로 사용할 때 최상의 이점을 제공하도록 설계되어 있다.

### 애플리케이션 라이프사이클 관리
- Visual Studio Application Lifecycle Management

### 시스템 프로파일러
- Visual Studio Team System Profiler

### 기타
- Visual Studio LightSwitch

## 비주얼 스튜디오 플러그인
비주얼 스튜디오에 추가기능이 없을 때 비주얼 스튜디오 인스톨러를 쓴다. 그것으로 플러그인을 설치 가능하다.

## 같이 보기
- 프로그래밍
- 닷넷 프레임워크